# وودلاون (شهرستان پرنس جرج، مریلند)
وودلاون، شهرستان پرنس جرج (به انگلیسی: Woodlawn) یک منطقهٔ مسکونی در مریلند واقع در ایالات متحده آمریکا است. وودلاون، شهرستان پرنس جرج ۲٫۹ کیلومتر مربع مساحت و ۶٬۳۳۴ نفر جمعیت دارد.